# Näkki

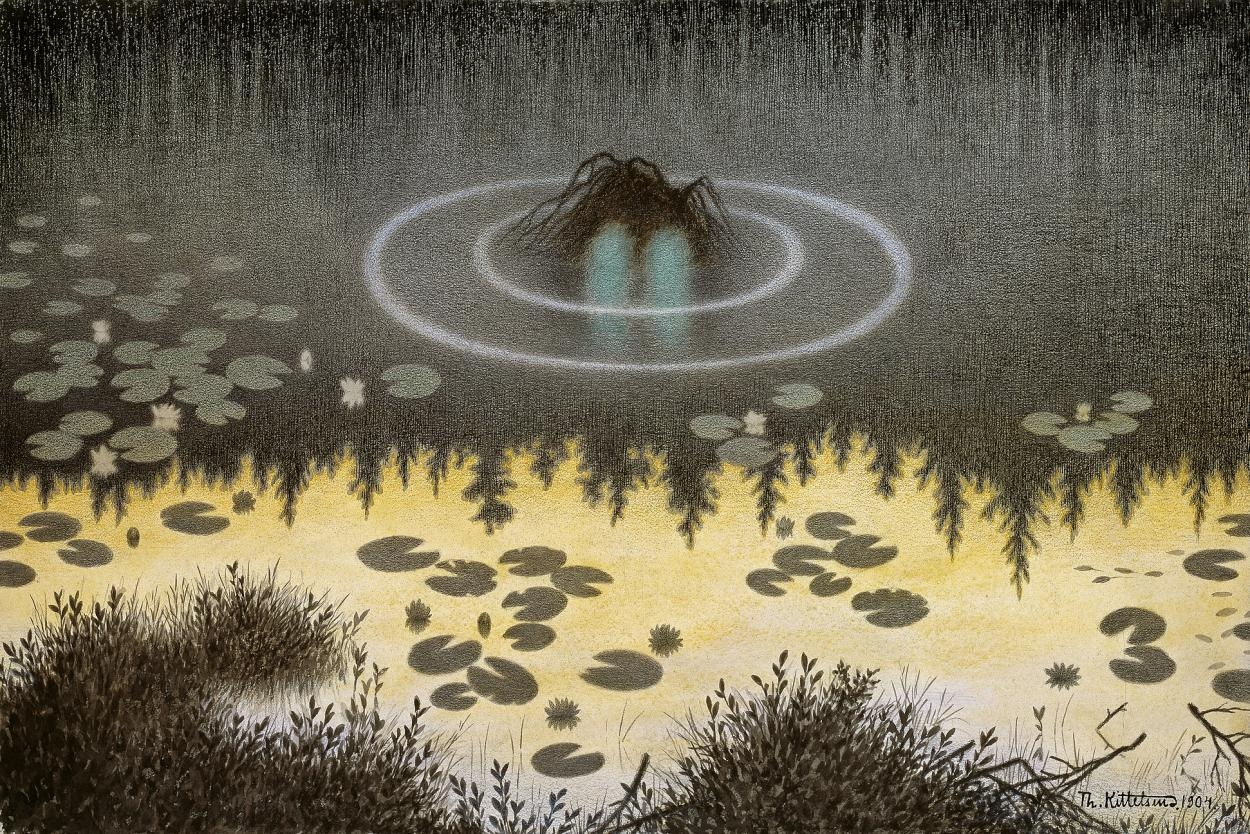
Theodor Kittelsen Nøkken.

Näkki är en vattenande i finsk mytologi som tros leva i ett slott under vattnet. Det sägs att han tar sig till sitt slott genom att dyka i Finlands många bottenlösa sjöar, och att han ibland besöker torra land i skymningen.
Likheter finns mellan den skandinaviska Näcken och den finska Näkki, som att de båda bor i eller vid vatten, och att de kan lura ner människor dit. En skillnad är att Näkki kan anta formen av en kvinna eller en hund, medan Näcken är en man.